# Прато (провінція)
Провінція Прато (італ. Provincia di Prato) — провінція в Італії, у регіоні Тоскана. 
Площа провінції — 365 км², населення — 251 195 осіб.
Столицею провінції є місто Прато.

## Географія
Межує на півночі з регіоном Емілія-Романья (провінцією Болонья), на сході і на півдні з провінцією Флоренція і на заході з провінцією Пістоя.

## Демографія
Населення за роками: